# Varda

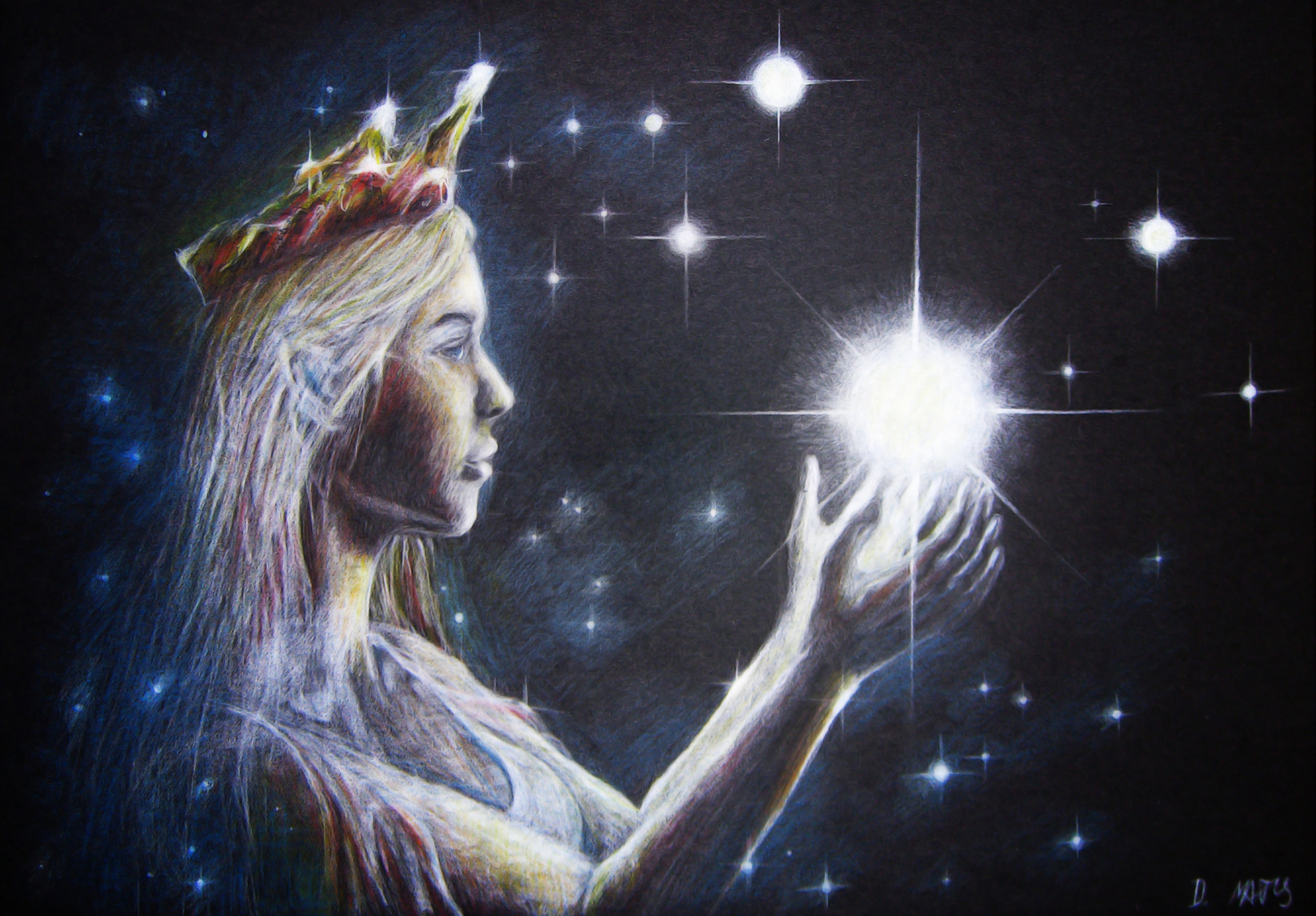
Kresba Varda Elentári

Varda Elentári, Paní hvězd, je fiktivní postava ve Středozemi, fantasy světě stvořeném J. R. R. Tolkienem. Varda patří mezi božské bytosti nazývané Valar; přesněji mezi Valier, valarské královny. Je chotí Manweho a často bývá označována jako Elbereth (tak je nazývána ve Středozemi).
Její krása je příliš velká na to, aby mohla být popsána slovy. V její tváři se stále zračí Ilúvatarovo světlo, které je její mocí a symbolem. Při utváření světa dala vzniknout hvězdám; později ze stříbrné rosy z kádí Telperionu vytvořila nová a jasnější souhvězdí, z nichž je nejvýznamnější Valacirca, Srp Valar (Velký vůz). Protože první věc, kterou elfové po svém probuzení spatřili, byly hvězdy, ctí Vardu nade všechny Valar. Její jméno je oslavováno v elfských písních.
Varda sídlí ve Valinoru, spolu s Manwem přebývá v síních nad věčným sněhem na Oiolossë, nejvyšší věži Taniquetilu, který je nejvyšší horou světa. Sdílí svou moc s Manwem; když jsou spolu, pak Manwë „vidí dál než všechny jiné oči, mlhou a tmou a přes nekonečné míle moří“ a Varda „slyší jasněji než všechny jiné uši zvuk hlasů, jež volají od západu na východ, z kopců a z údolí a z temných míst, která Melkor vytvořil na Zemi“. Varda znala Melkora, padlého Valu, ještě před provozováním stvořitelské Hudby a odmítla ho. Melkor ji nenáviděl a obával se jí více než kohokoliv jiného.
Valar odpovídají v Tolkienově mytologii andělům či svatým, kteří jsou podřízeni Stvořiteli (Ilúvatarovi). Jelikož byl Tolkien katolík, je možné, že se při popisování Vardy, která je nejmilovanější a nejvíce ctěná ze všech Valar, inspiroval osobou Panny Marie.

## Pojmenování
Jméno Varda pochází z quenijštiny, kde znamená totéž co „Vznešená“, „Vyvýšená“. Je nazývána také Elentári (doslova Hvězdná královna). Jinými pojmenováními jsou Tinwetári (taktéž Hvězdná královna, starší verze) či Airë Tári (Svatá královna). Vardin titul, často umisťovaný za její jméno, je Tintallë (Rozsvětitelka; je tak označována proto, že rozžala hvězdy).
V sindarštině je nazývána Elbereth (Hvězdná královna), Gilthoniel (Rozsvětitelka hvězd) a Fanuilos (Věčně bílá). V telerijštině se používá jméno Baradis.
Původ můžeme hledat v primitivním kořenu BAR-, jehož původním významem je zvednout, pozdvihnout, zachránit. Z něj vychází kořen BARATH (dříve BARÁD-), jež má význam vznešený, vyvýšený. Přidáním primitivní koncovky -î, jež naznačuje ženský rod, vzniklo slovo Barathî. Z něj se pak vyvinulo telerijské Baradis (zřejmě ovlivněno kořenem NDIS, zesílenou formou kořene NIS, tedy žena), quenijské Varda (Tolkien pravděpodobně zamýšlel, že mělo vztah k přídavnému jménu barádâ, tedy vznešený, ušlechtilý, avšak toto slovo později zavrhl) a starosindarské Barathi či Barathil, v původním významu vznešená. Přidáním prvku el- (hvězda) bylo posléze vytvořeno elen-barathi. Sindarské bereth má podle pozdějšího Tolkienova záměru význam snoubenka, manželka. Protože se užívalo pro choť krále, nabralo také význam královna. Elbereth tedy znamená Hvězdná královna, totéž co Elentári, ačkoliv etymologicky je více příbuzná s pojmenováním Varda.
V Tolkienově textu Qenya Lexicon z roku 1915 je zapsána ještě ranější představa. Vard- zde znamená vládnout, příbuznými slovy jsou vardar (král) a varni (královna). V tehdejší gnómštině byla Varda nazývána Bridhil a též označována jako Timbridhil, Timfiril a Gailbridh(n)ir. Z tohoto období pochází také quenijské označení Tinwetári, které si ale zachovalo svou platnost i do budoucna.
Adûnajština, jazyk Númenoru, má pro Vardu označení Avradî a přízvisko Gimilnitîr, tedy Rozsvětitelka hvězd. Není známo, jak zní Vardino jméno ve Valarštině. Avšak vzhledem k tomu, že quenijské Varda překladem původního pojmenování v řeči Valar, je zřejmé, že i v této řeči má Vardino jméno stejný význam.
Další označení Vardy, pocházející zejména z ranějších Tolkienových textů, jsou: Tar-Ellion, Tintanië, Tinwerontar, Tinwetar, Breðil, Bridhil, Tim-Bridhil. V části překladu dokumentu Quenta Noldorinwa do staroangličtiny, kterou Tolkien připsal fiktivnímu návštěvníkovi ostrova Tol Eressëa, námořníku Ælfwinovi, figuruje výraz uprodera cwén, tunglawyrhte. Z pozdního textu Quendi and Eldar pochází pojmenování Aratarya.
V češtině bývá Varda obdařována přívlastky, které jsou překladem jejich přízvisek v elfských jazycích: Rozsvětitelka, Paní hvězd, Královna hvězd nebo Sněžná.